# MD Helicopters MD-900 Explorer
Le MD Helicopters MD-900 Explorer est un hélicoptère léger américain développé dans les années 1990. Il est également connu sous sa désignation de MH-90 Enforcer, qu'il porta lorsqu'il servait dans les rangs de l'US Coast Guard.

## Historique

### Développement
Conçu ab-initio pour intégrer le système anticouple NOTAR le MD-900 Explorer a été développé par l'hélicoptériste américain MD Helicopters à partir de janvier 1989. Tirant les enseignements des erreurs commises sur le MD 520N[réf. nécessaire] les ingénieurs et designers de MD Helicopters décidèrent d'intégrer ce NOTAR dans une poutre de queue spécialement adaptée.
Initialement désigné MDX ce nouvel hélicoptère visait aussi bien les marchés civils, que parapublics ou militaires.
Dès 1990, afin d'alléger les coûts de production le constructeur chercha des alliances avec des industriels étrangers. Il s'agissait également de contrer la montée en puissance franco-allemande due à la création d'Eurocopter.
La filiale canadienne de Marconi fut donc chargée de l'avionique et de l'instrumentalisation, Hawker de Havilland Australia de l'assemblage de la cellule, et le Japonais Kawasaki Heavy Industries de la transmission. Il est alors décidé de commander un prototype et neuf appareils de présérie. 
Si le premier appareil sort d'usine en juillet 1992 celui-ci n'est pas appelé à voler. En effet le premier vol du MDX n'a lieu qu'avec le deuxième exemplaire produit. Celui-ci se déroule le 18 décembre 1992. 
En juin de l'année suivante, le troisième appareil est présenté en statique, sans démonstration en vol, au salon du Bourget sous la désignation de MD-900 Explorer. Le premier exemplaire de série vole en août 1994. Sa certification intervient le 27 décembre 1994.
Au salon du Bourget de 1995 le constructeur présente le Combat Explorer, une version militaire dédiée à la reconnaissance, à la lutte anti-guérilla, et aux missions d'entraînement. Outre un armement offensif composé de mitrailleuses en pod et de lance-roquettes il est alors en démonstration doté d'un FLIR et de systèmes d'autoprotection.

### Utilisation

#### Utilisateurs civils et parapublics
Particulièrement répandu aux États-Unis et au Royaume-Uni le MD-900 Explorer a été acquis par plusieurs services de police comme la DEA ou la Metropolitan Police. Dans cette dernière ces hélicoptères opèrent dans une livrée noir et jaune. Certaines grandes villes britanniques comme Cambridge, Manchester, ou encore Nottingham ont également fait le choix du MD-900 Explorer pour leurs polices respectives. 
En outre, de tels hélicoptères ont été acquis par les forces de police allemandes, belges (Service d'appui aérien), luxembourgeoises, et néerlandaises.
Certains de ces hélicoptères ont également été acquis pour des missions d'évacuation sanitaire, notamment par le SAMU59 et 62 et SAMU80 . 

#### Utilisateurs militaires

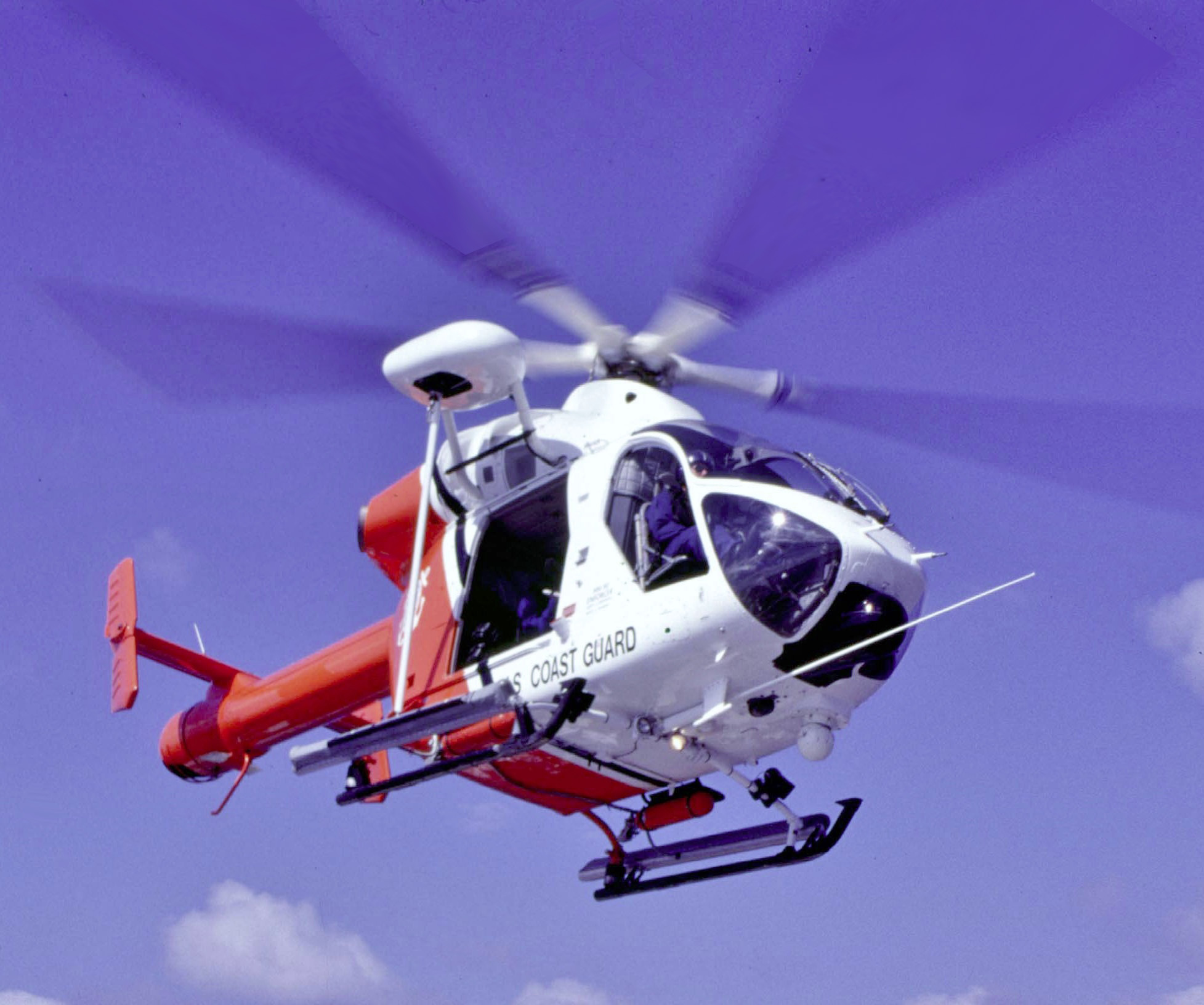
MH90 Enforcer de l'US Coast Guard.

- États-Unis
  - US Coast Guard
- Mexique
  - Armada de México[4].

#### Le cas du MH-90 Enforcer
En 1998 l'US Coast Guard a loué deux MD-900 Explorer auxquels elle a donné la désignation de MH-90 Enforcer. Utilisés dans le cadre de la mission Operation New Frontier ces appareils étaient équipés d'un FLIR et armés d'une mitrailleuse de calibre 7,62 mm. Cet équipement devait permettre l'arraisonnement de contrebandiers, de narcotrafiquants, et autres délinquants maritimes opérant autour de la Floride où étaient basés ces deux hélicoptères. Ils volaient pour le compte du HITRON.
Malgré quelques missions réussies le MH-90 s'avéra rapidement un hélicoptère trop onéreux et au rayon d'action trop court pour les garde-côtes américains qui s'en séparèrent en 2000. Ils furent remplacés par des Agusta MH-68 Stingray d'origine italienne plus efficaces et meilleur marché.
Bien que dotés d'un treuil mécanique les MH-90 n'étaient nullement affectés à des missions de recherche et sauvetage, celles-ci étant alors réservées aux Aérospatiale HH-65 Dolphin et aux Sikorsky HH-60J Jayhawk.

## Versions

### Versions civiles
- MDX : Désignation initiale portée par le programme.
- MD-900 Explorer : Désignation de la version de série civile.
- MD-902 Enhanced Explorer : Désignation de la version améliorée[3] apparue en 1997 avec une nouvelle motorisation.

### Versions militaires
- MD-900 Combat Explorer : Désignation de la version militaire[2] de l'Explorer.
- MH-90 Enforcer : Désignation portée par les deux MD-900 loués[8] par l'US Coast Guard de 1998 à 2000 inclus.

## Photos

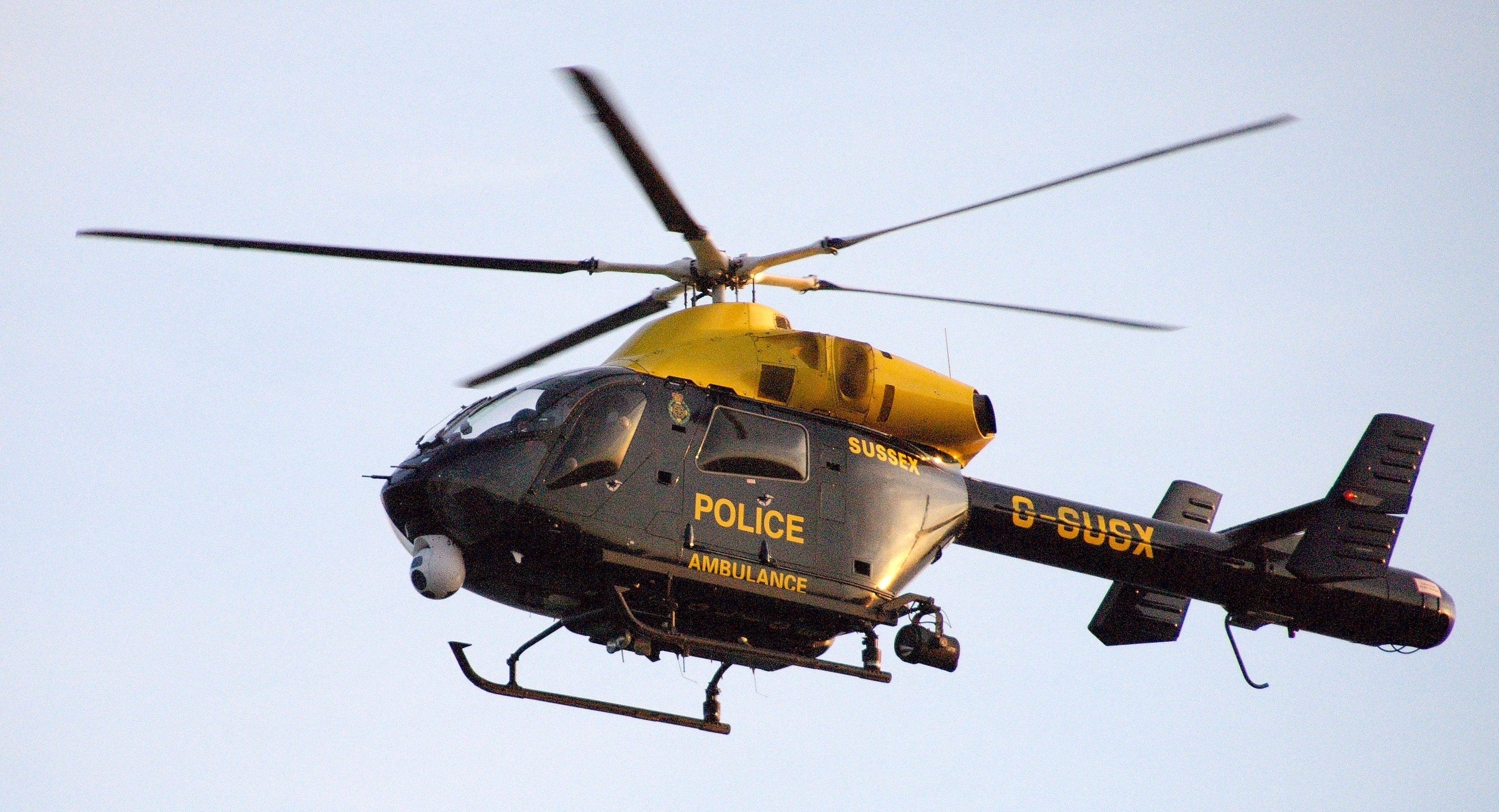
MD-900 Explorer de la police anglaise.
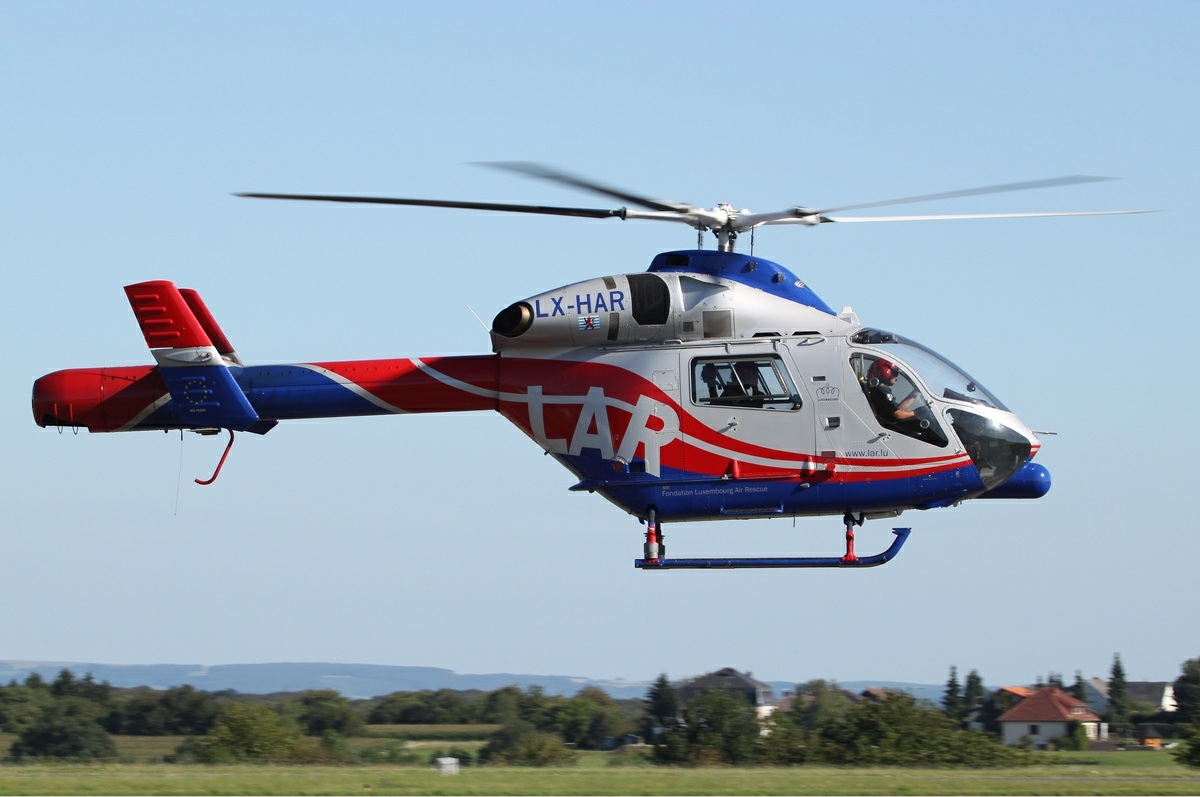
Explorer luxembourgeois.
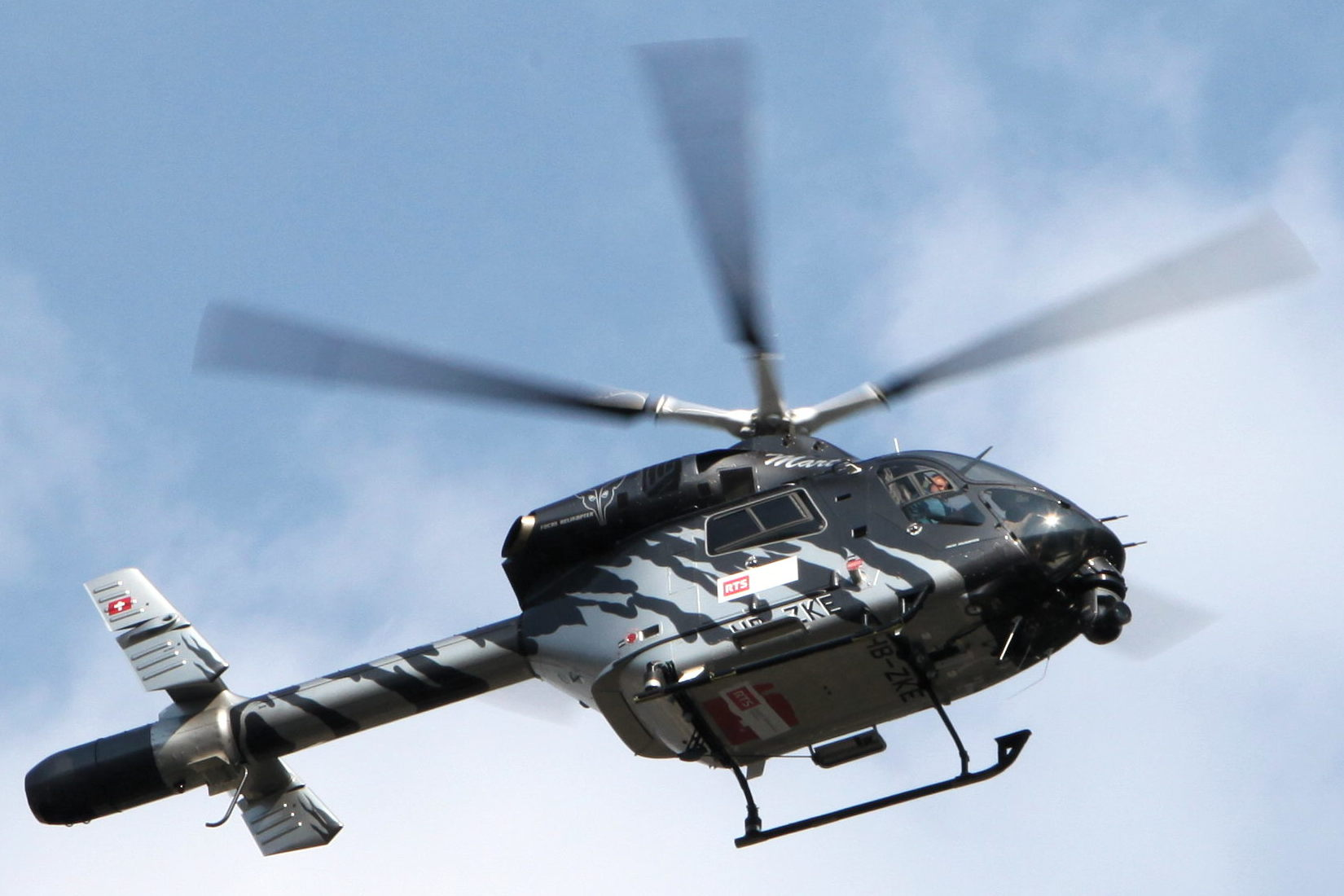
MD-900 Explorer suisse.
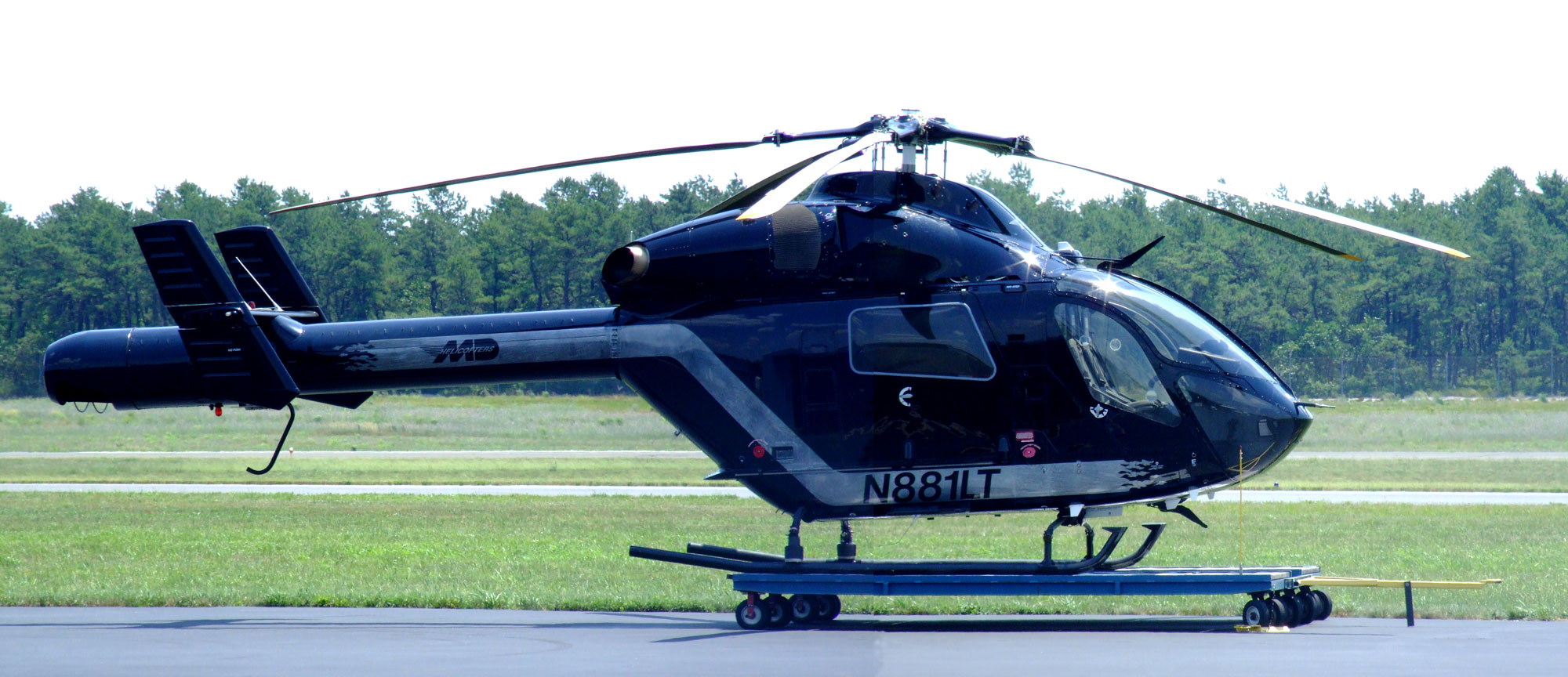
MD-900 Explorer américain.
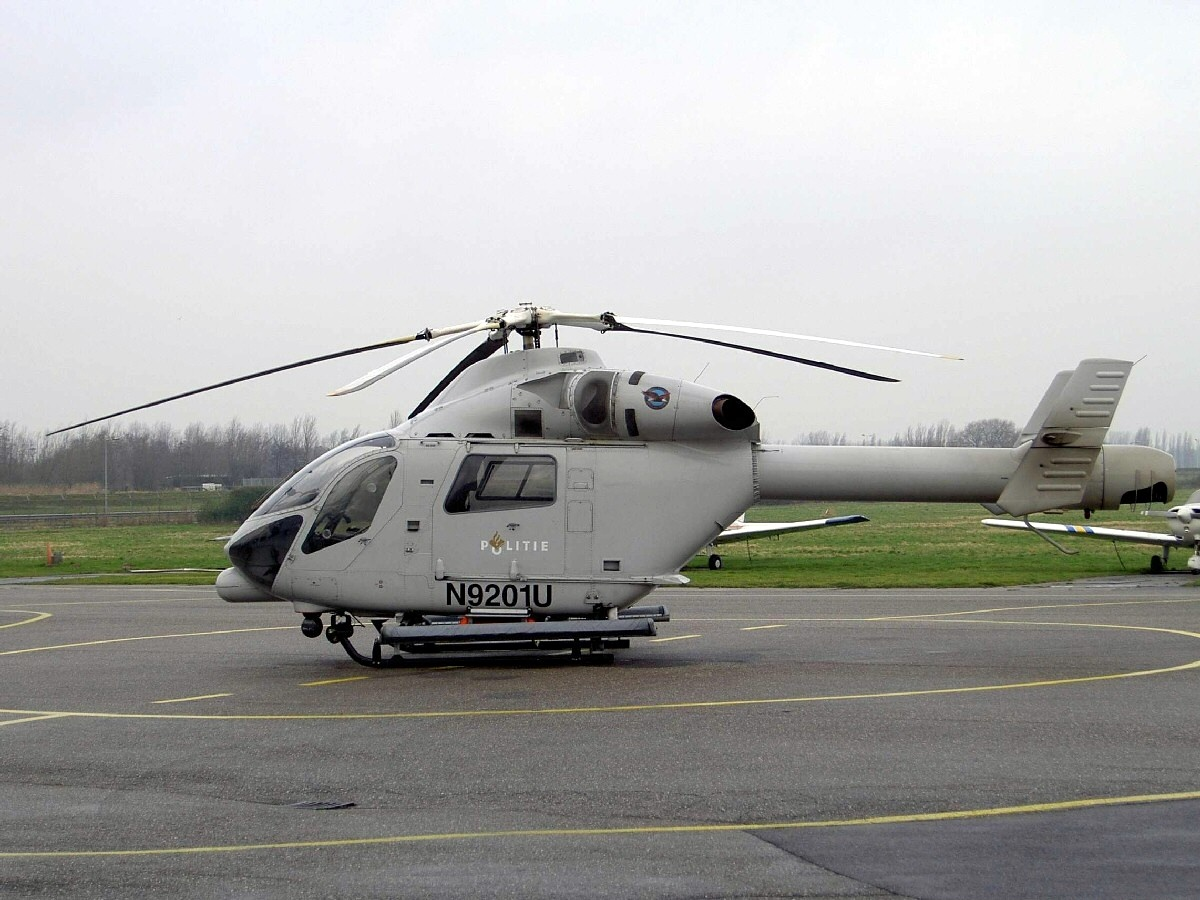
MD-900 Explorer en attente de livraison auprès de la police néerlandaise.
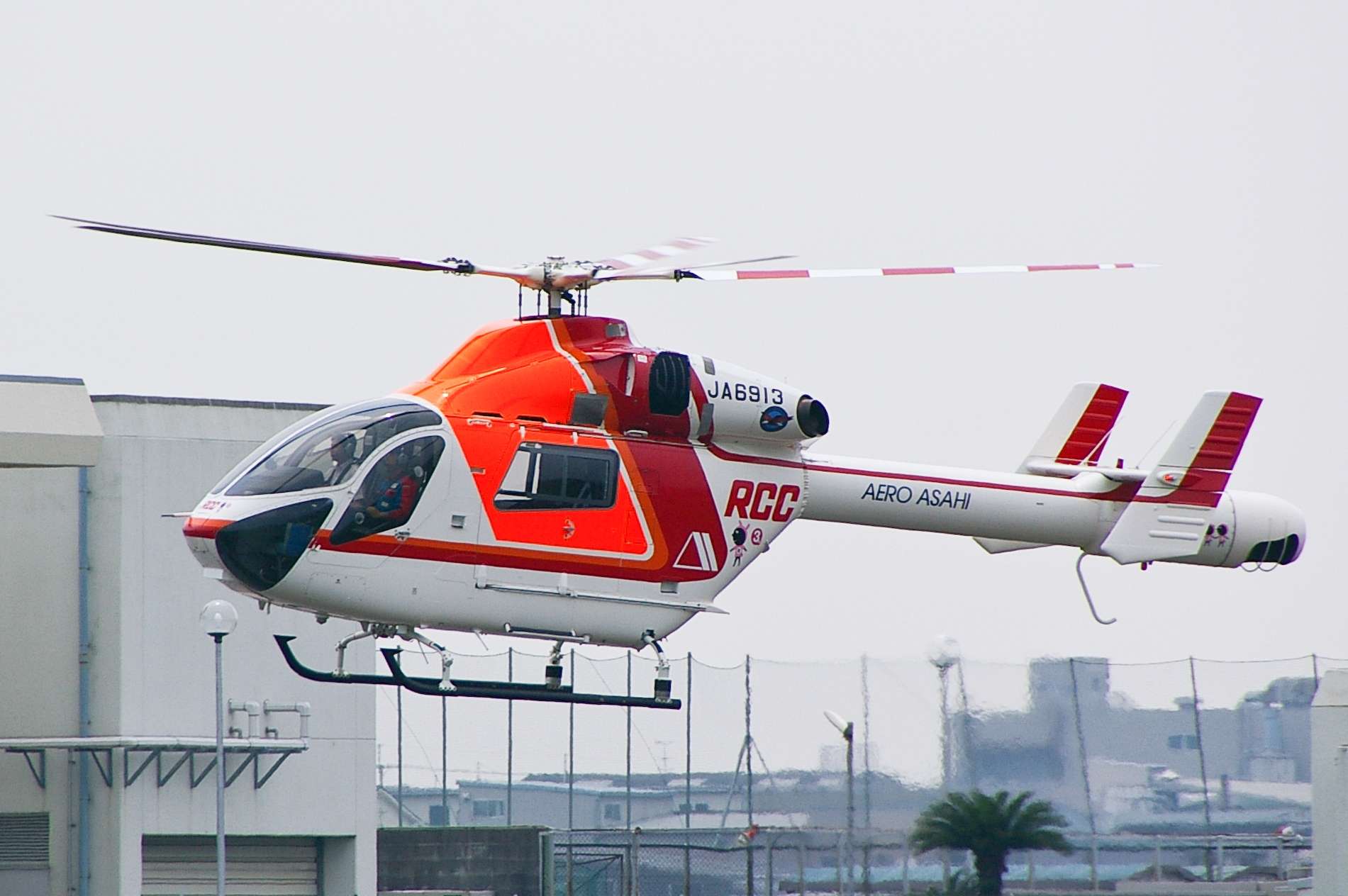
MD-902 Enhanced Explorer japonais.
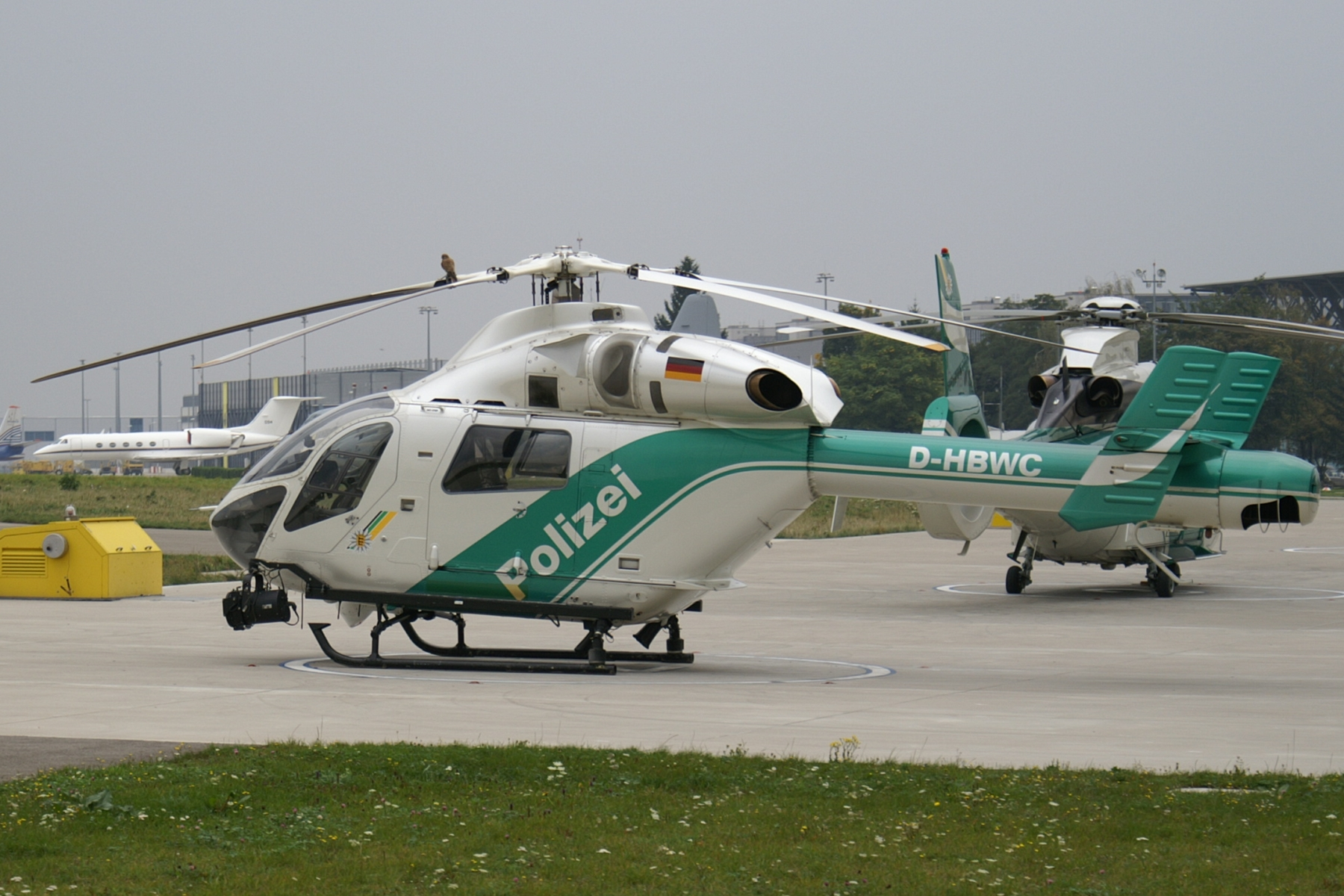
MD-902 Enhanced Explorer de la police allemande.
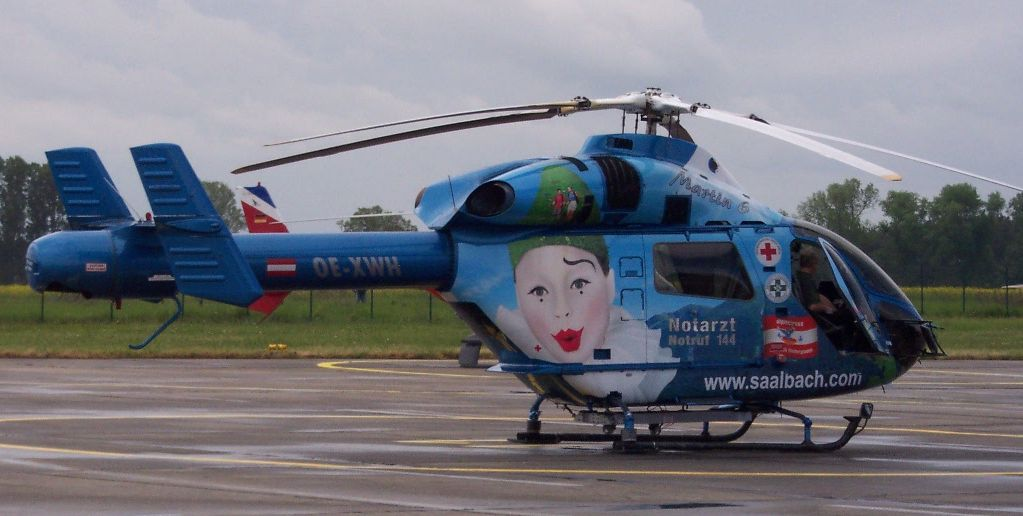
MD-900 Explorer autrichien.

### Développements liés
- MD Helicopter MD-520N
- MD Helicopters MD-600N

### Hélicoptères similaires
- Agusta A.119 Koala
- Eurocopter EC135
- Kamov Ka-62